# Raluca Turcan
Pour les articles homonymes, voir Turcan.
Raluca Turcan, née le 2 avril 1976 à Botoșani, est une femme politique roumaine, membre du Parti national libéral (PNL).

## Biographie
Elle est membre de la Chambre des députés depuis 2004.
À la suite de la défaite du PNL aux élections législatives de décembre 2016, elle devient présidente par intérim du parti, succédant à Alina Gorghiu. Elle quitte cette fonction le 17 juin 2017, Ludovic Orban étant élu à la tête du parti.
Le 4 novembre 2019, elle devient vice-Première ministre (sans portefeuille) dans le gouvernement dirigé par Ludovic Orban. Elle est ensuite ministre du Travail et de la Protection sociale dans le gouvernement de Florin Cîțu, du 23 décembre 2020 au 25 novembre 2021.
Du 15 juin 2023 au 23 décembre 2024, elle est ministre de la Culture dans le gouvernement Ciolacu I.